# Ölgí járás
Ölgí járás (mongol nyelven: Өлгий  сум) Mongólia Uvsz tartományának egyik járása. Területe 2300 km². Népessége kb. 3100 fő.
Székhelye Har Usz (Хар Ус), mely 120 km-re délre fekszik Ulángom tartományi székhelytől.